# Петроглифы урочища Калбак-Таш
Калбак-Таш (Тялбак-Таш) — урочище на правом берегу реки Чуи, в Онгудайском районе Республики Алтай.
Место знаменито петроглифами, которые представлены антропоморфными, солярными и зооморфными изображениями. К последним относятся изображения оленей, лошадей, коров.
Петроглифы относятся к различными историческим периодам: от неолита до древнетюркской эпохи.
Петроглифы Калбак-Таша выполнены как каменными, так и металлическими орудиями.
Территория с «галереей» наскальных изображений огорожена. Возможен как самостоятельный осмотр достопримечательности, так и под руководством экскурсовода.

## Рунические надписи
В этом месте также на скалах выбиты 30 строк рунических надписей,  что является самым большим скоплением рунических надписей в России. Учёный И.Л. Кызласов сделал перевод данного рунического письма:
«Земля — вечное бытие! Облагодетельствуй дом лекаря-травника: пятикратно возьми жар бесовской болезни, подуй, изгони! Сотвори благодать! Земля-Чернь!»
«Уверуй и очистись!»
«Обретённый мой Отец, снизойдите до меня!»

«Если на Земле пребывающие в болезни исчезнут, на Вечной Земле пребывающие существа придут в замешательство».

## Галерея

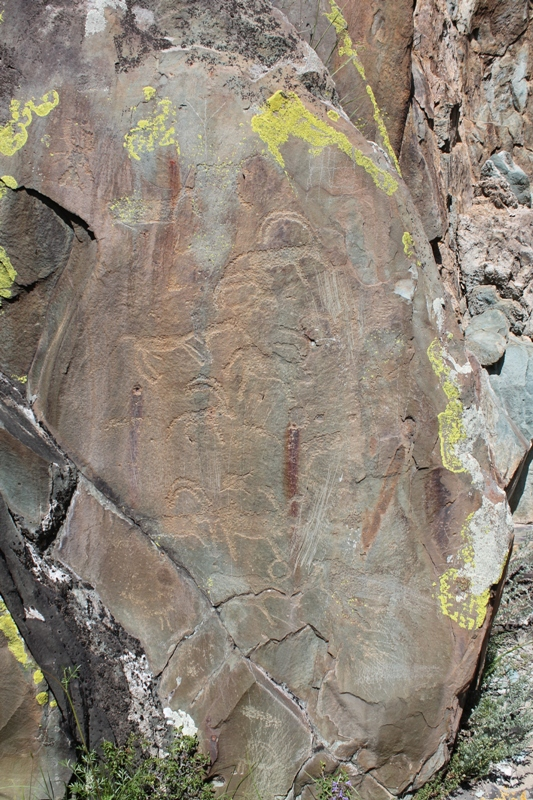
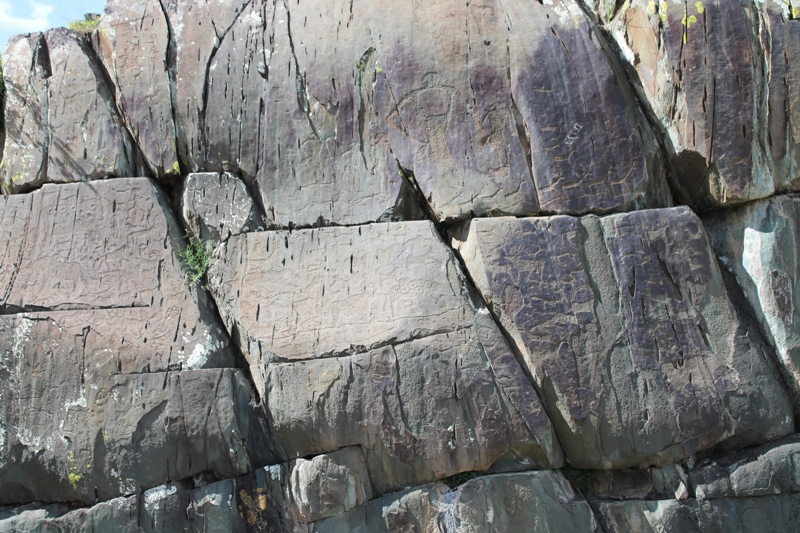
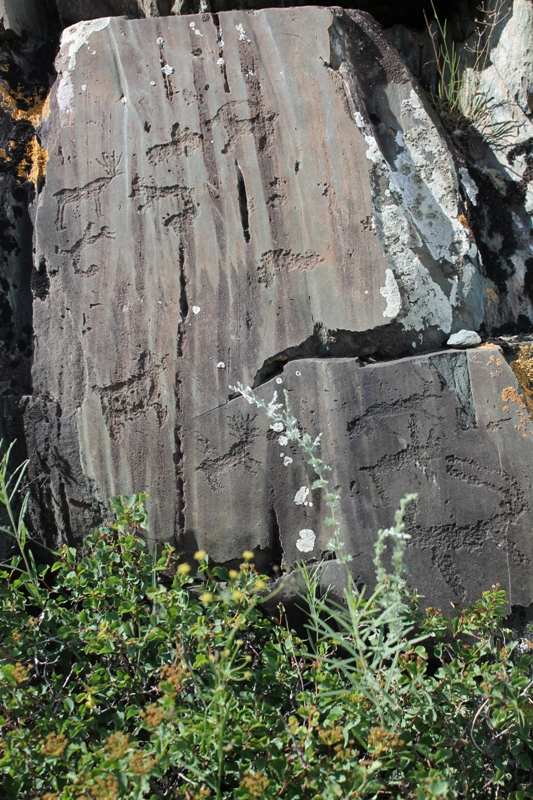
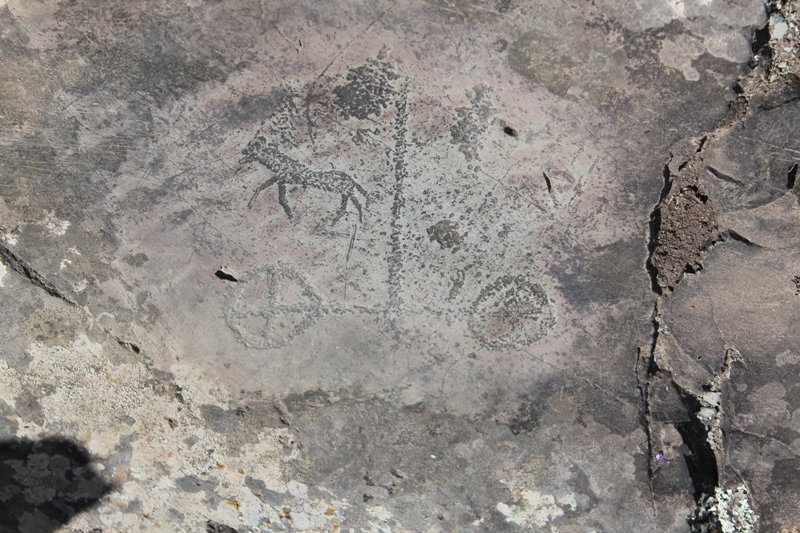
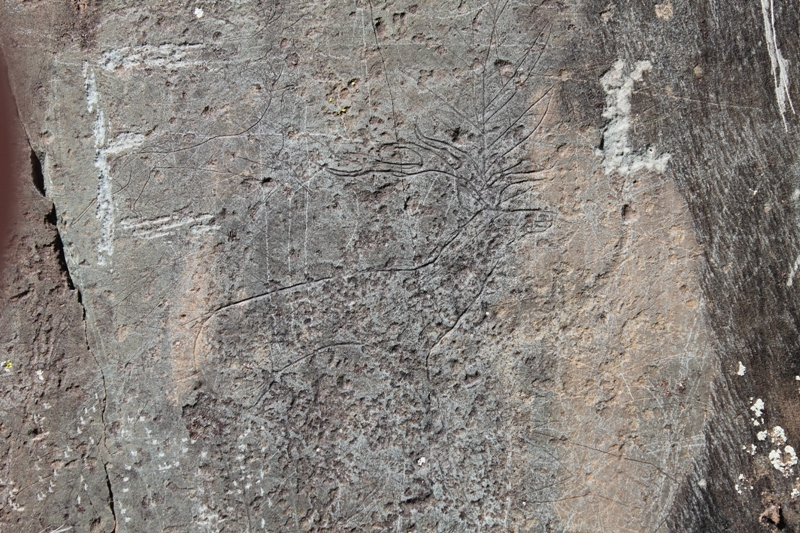
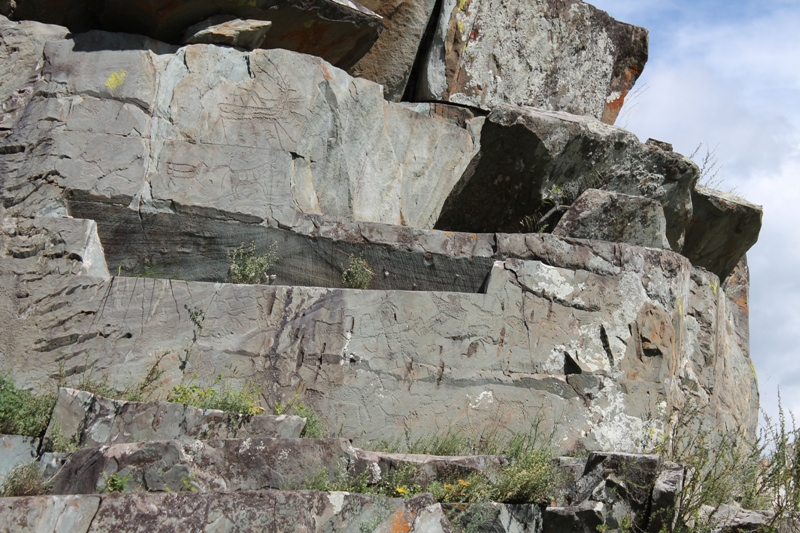
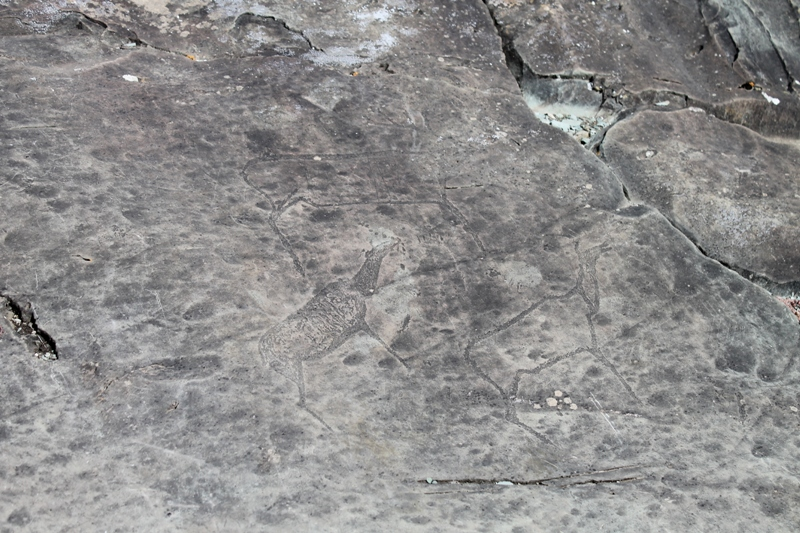
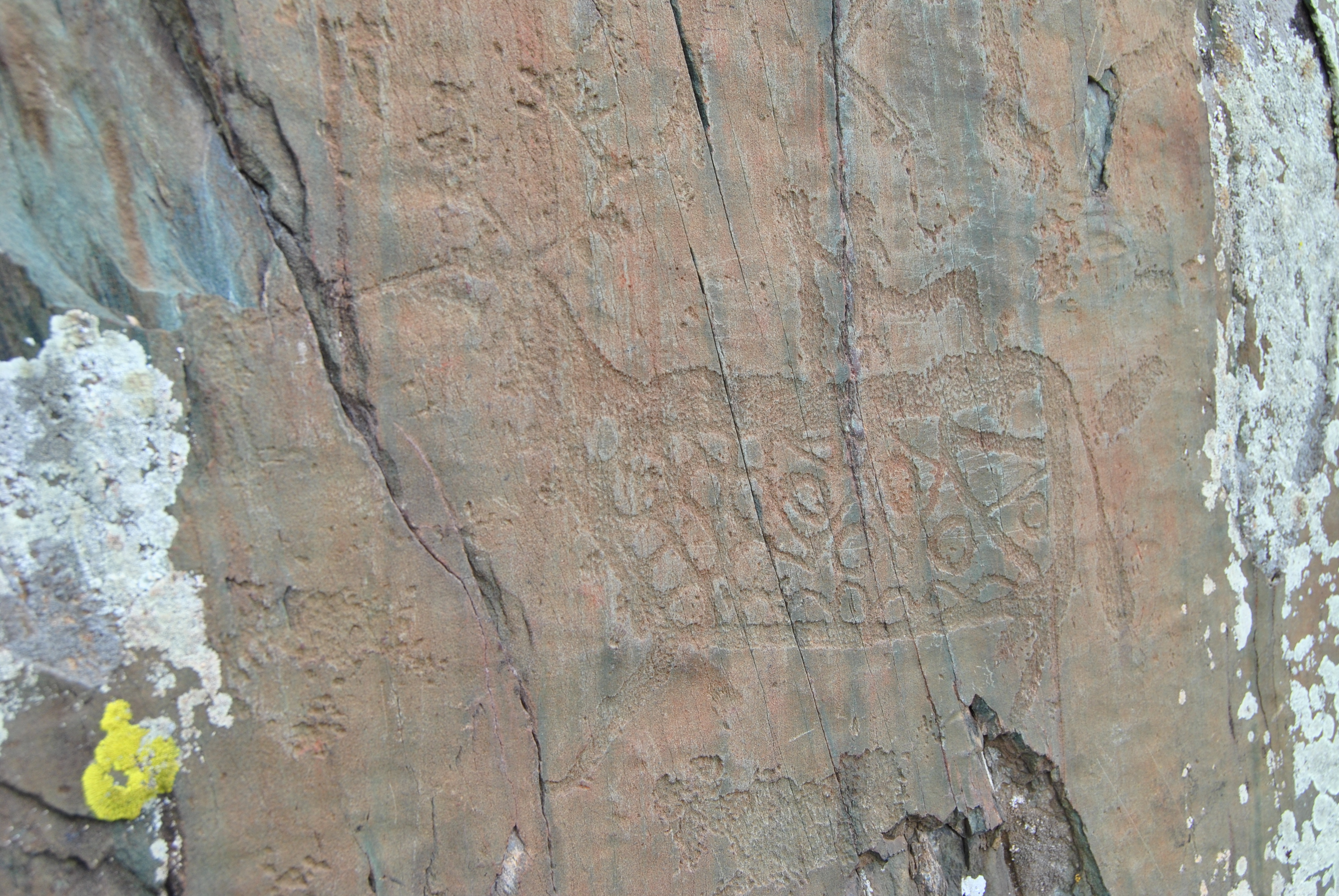
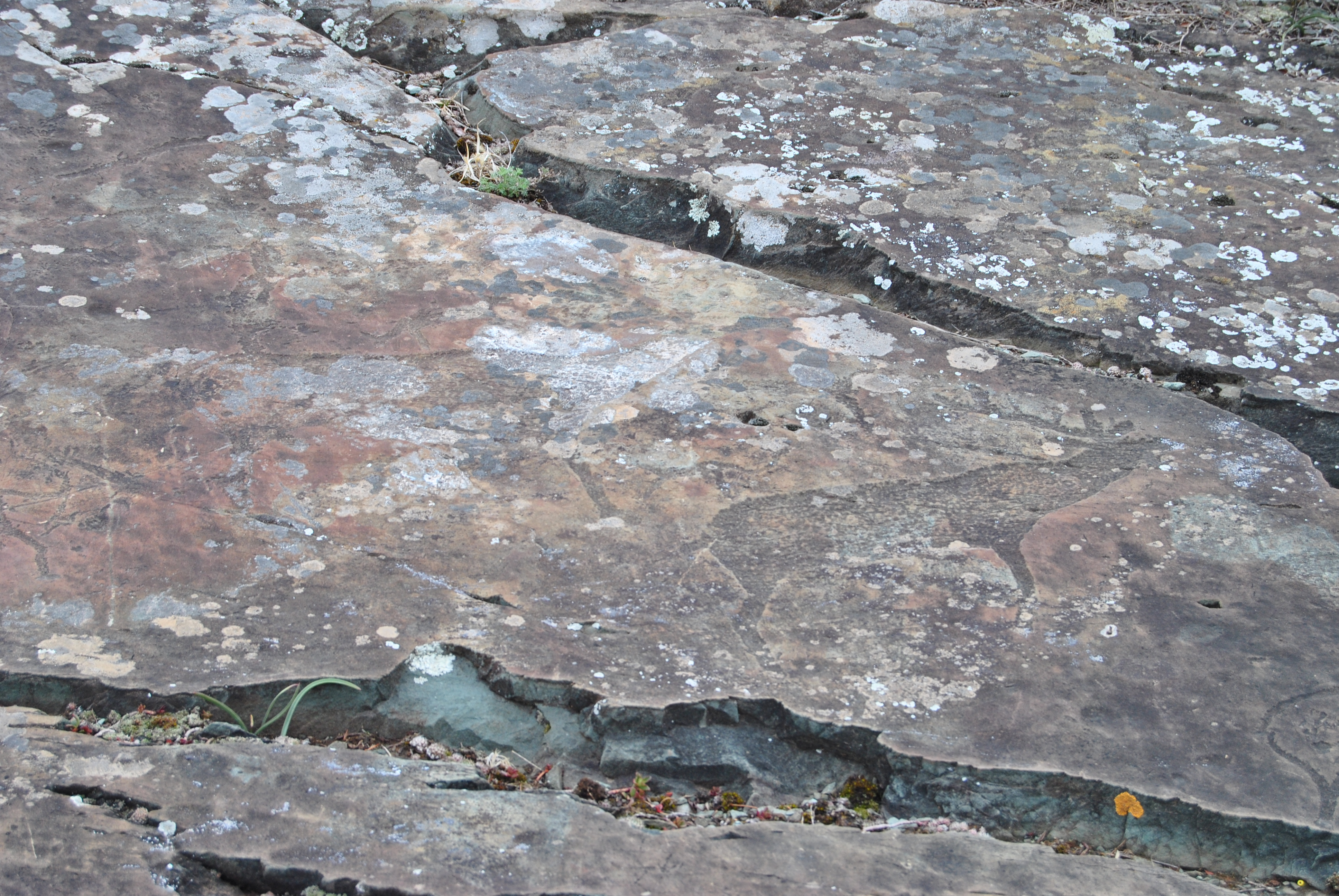
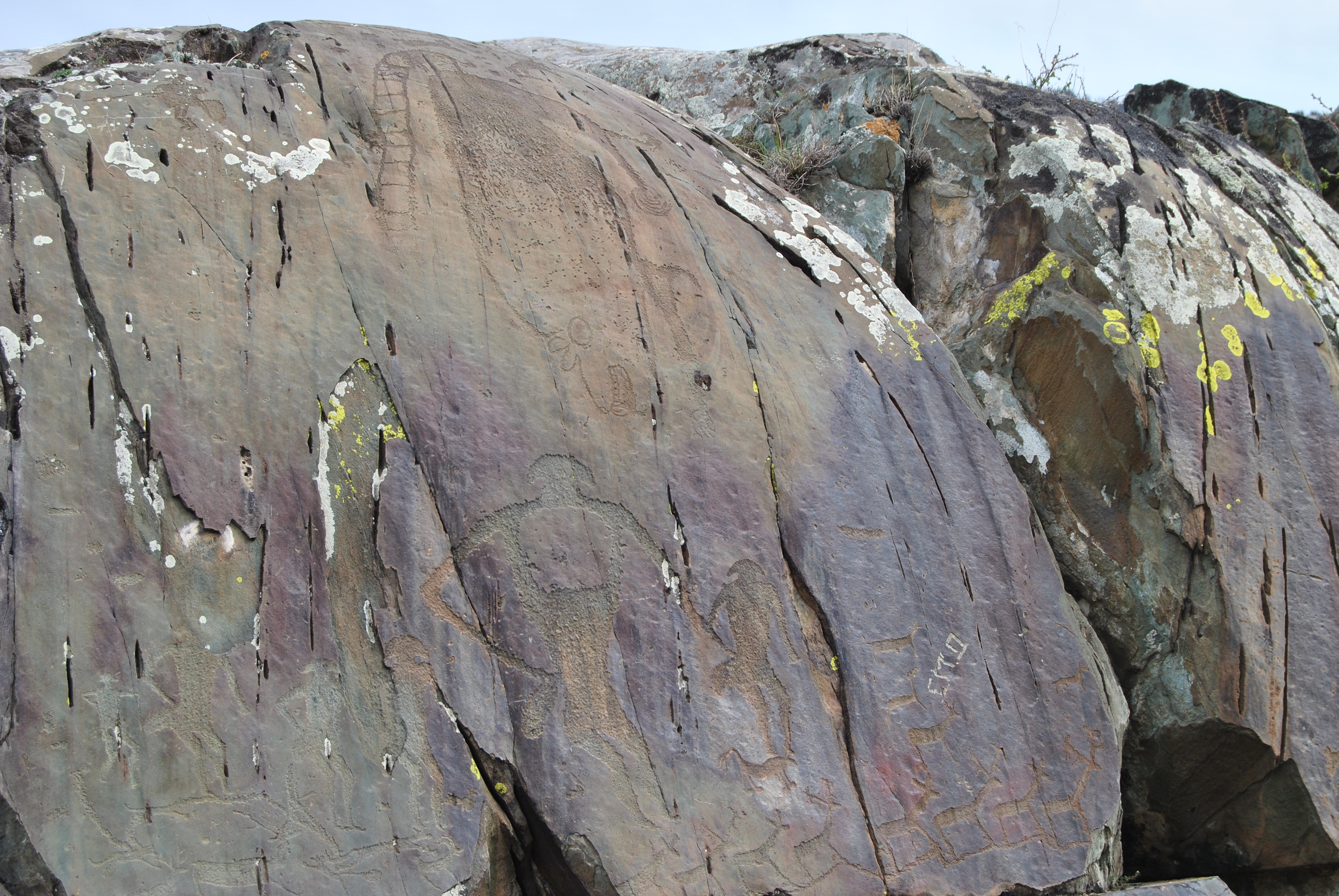
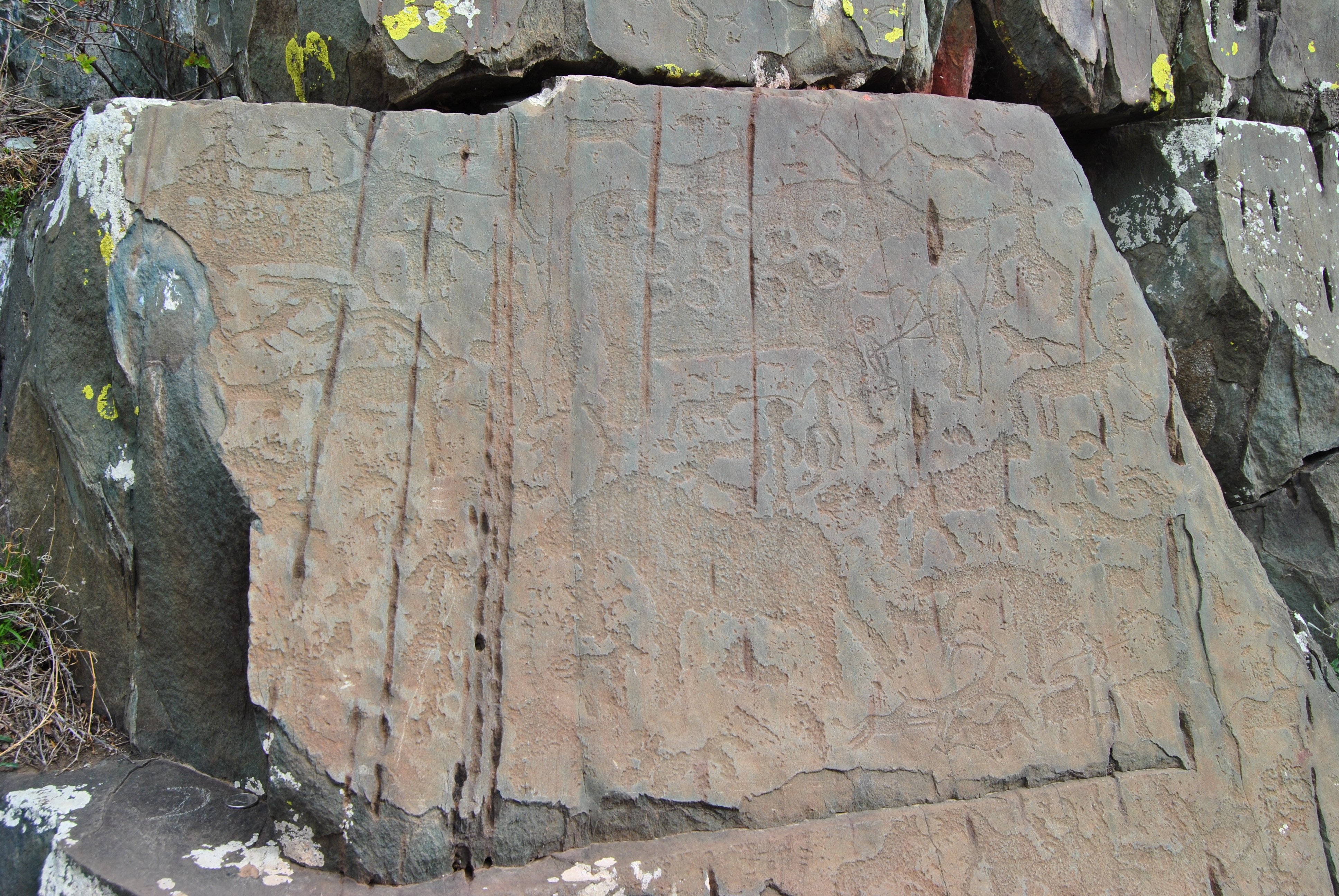
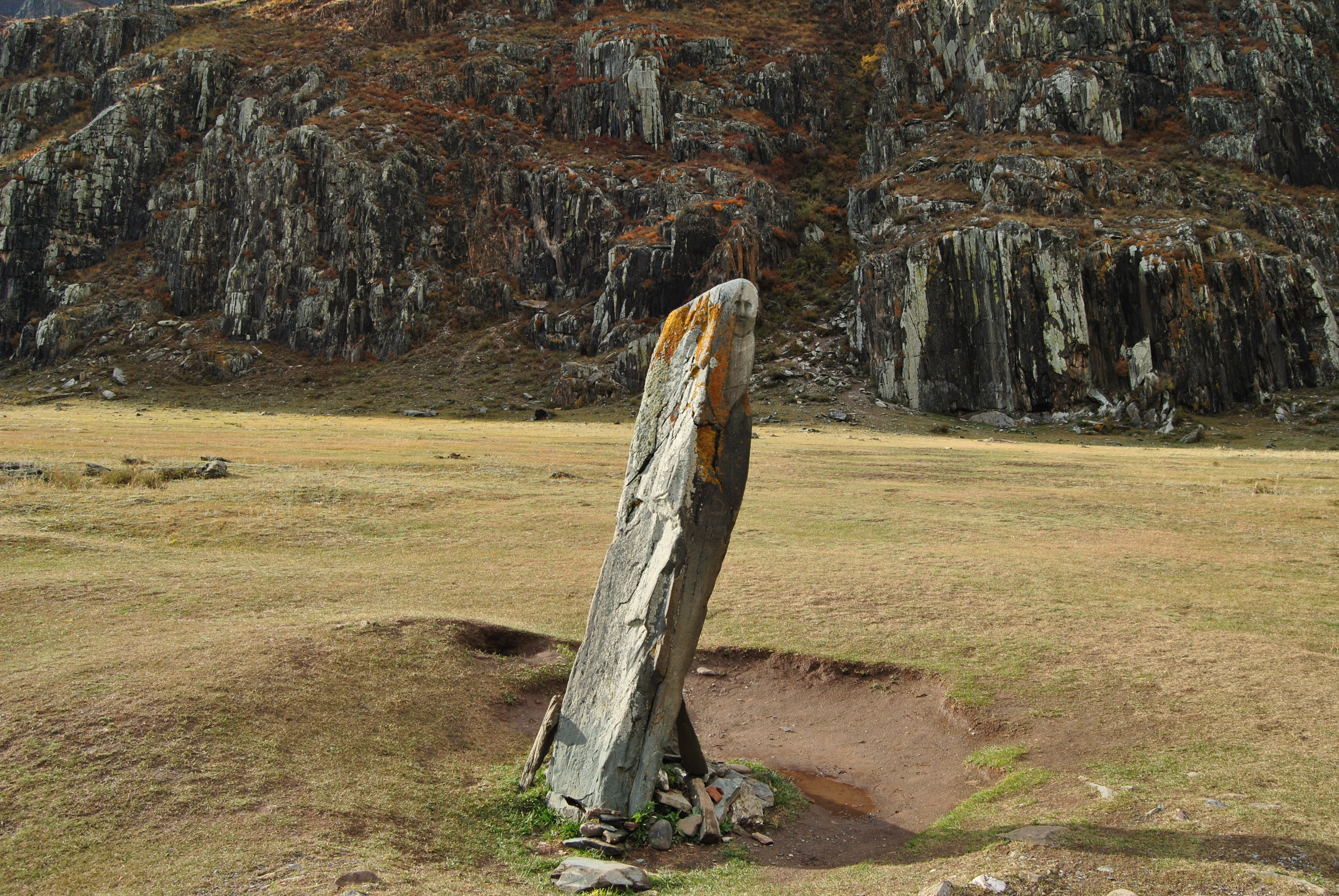